# Горње Јарушице
Горње Јарушице је насељено место града Крагујевца у Шумадијском округу. Према попису из 2022. има 446 становника (према попису из 2011. било је 548 становника).  Насеље је основано 1800. године. Под њивама се налази 820,23 ha, воћњацима 103,07 ha, виноградима 11,97 ha, ливадама 69,64 ha, пашњацима 18,07 ha док остало земљиште заузима 0,57 ha.
Овде се налази Црква Светог архангела Гаврила из 1822. године. По причи, изграђена је на развалинама раније цркве, а мајсторе је послао кнез Милош, након што је на црквишту пронађен "ћуп са сребрним новцем".

## Демографија
У насељу Горње Јарушице живи 548 пунолетних становника, а просечна старост становништва износи 45,4 година (44,1 код мушкараца и 46,7 код жена). У насељу има 161 домаћинство, а просечан број чланова по домаћинству је 4,07.
Ово насеље је у потпуности насељено Србима (према попису из 2002. године), а у последња три пописа, примећен је пад у броју становника.
|             | \| Демографија[4] \| Демографија[4] \| Демографија[4] \| \| Година \| Становника \| Становника \| \| -------------- \| -------------- \| -------------- \| \| 1948. \| 925 \| \| \| 1953. \| 957 \| \| \| 1961. \| 929 \| \| \| 1971. \| 856 \| \| \| 1981. \| 798 \| \| \| 1991. \| 738 \| 731 \| \| 2002. \| 655 \| 672 \| \| 2011. \| 548 \| \| \| 2022. \| 446 \| \| |            |
| Демографија | |            |
| Година      | Становника | Становника |
| 1948.       | 925 |            |
| 1953.       | 957 |            |
| 1961.       | 929 |            |
| 1971.       | 856 |            |
| 1981.       | 798 |            |
| 1991.       | 738 | 731        |
| 2002.       | 655 | 672        |
| 2011.       | 548 |            |
| 2022.       | 446 |            |

| Етнички састав према попису из 2002.‍ | Етнички састав према попису из 2002.‍ | Етнички састав према попису из 2002.‍ | Етнички састав према попису из 2002.‍ | Етнички састав према попису из 2002.‍ |
| ------------------------------------ | ------------------------------------ | ------------------------------------ | ------------------------------------ | ------------------------------------ |
|                                      |                                      |                                      |                                      |                                      |
| Срби                                 | Срби                                 |                                      | 655                                  | 100,0%                               |
| непознато                            | непознато                            |                                      | 0                                    | 0,0%                                 |

| Година пописа     | 1948. | 1953. | 1961. | 1971. | 1981. | 1991. | 2002. |
| ----------------- | ----- | ----- | ----- | ----- | ----- | ----- | ----- |
| Број домаћинстава | 186   | 189   | 205   | 187   | 187   | 174   | 161   |

| Број чланова      | 1  | 2  | 3  | 4  | 5  | 6  | 7  | 8 | 9 | 10 и више | Просек |
| ----------------- | -- | -- | -- | -- | -- | -- | -- | - | - | --------- | ------ |
| Број домаћинстава | 31 | 22 | 14 | 17 | 28 | 24 | 16 | 7 | 2 | 0         | 4,07   |

| Пол    | Укупно | Неожењен/Неудата | Ожењен/Удата | Удовац/Удовица | Разведен/Разведена | Непознато |
| ------ | ------ | ---------------- | ------------ | -------------- | ------------------ | --------- |
| Мушки  | 280    | 67               | 187          | 19             | 7                  | 0         |
| Женски | 288    | 38               | 188          | 58             | 3                  | 1         |
| УКУПНО | 568    | 105              | 375          | 77             | 10                 | 1         |

| Пол    | Укупно                    | Пољопривреда, лов и шумарство | Рибарство                            | Вађење руде и камена | Прерађивачка индустрија       |
| ------ | ------------------------- | ----------------------------- | ------------------------------------ | -------------------- | ----------------------------- |
| Мушки  | 200                       | 173                           | 0                                    | 0                    | 6                             |
| Женски | 122                       | 106                           | 0                                    | 0                    | 2                             |
| УКУПНО | 322                       | 279                           | 0                                    | 0                    | 8                             |
| Пол    | Производња и снабдевање   | Грађевинарство                | Трговина                             | Хотели и ресторани   | Саобраћај, складиштење и везе |
| Мушки  | 2                         | 7                             | 5                                    | 1                    | 3                             |
| Женски | 0                         | 0                             | 3                                    | 1                    | 1                             |
| УКУПНО | 2                         | 7                             | 8                                    | 2                    | 4                             |
| Пол    | Финансијско посредовање   | Некретнине                    | Државна управа и одбрана             | Образовање           | Здравствени и социјални рад   |
| Мушки  | 0                         | 0                             | 1                                    | 1                    | 0                             |
| Женски | 0                         | 0                             | 0                                    | 2                    | 5                             |
| УКУПНО | 0                         | 0                             | 1                                    | 3                    | 5                             |
| Пол    | Остале услужне активности | Приватна домаћинства          | Екстериторијалне организације и тела | Непознато            | Непознато                     |
| Мушки  | 1                         | 0                             | 0                                    | 0                    | 0                             |
| Женски | 2                         | 0                             | 0                                    | 0                    | 0                             |
| УКУПНО | 3                         | 0                             | 0                                    | 0                    | 0                             |

## Знамените личности
Српски сатиричар Радоје Домановић одрастао је и завршио основну школу у Горњим Јарушицама, где је његов отац Милош служио као сеоски учитељ.
Из овог села је и народни херој Милоје Павловић, стрељан у крагујевачким Шумарицама 21. октобра 1941. године са својим ученицима, коме се приписује чувена изјава „Пуцајте, ја и даље држим час”.